# Печалба
Печалба в икономиката представлява разликата между приходите от дейността, финансовите и извънредните приходи от една страна и от друга – разходите за дейността, финансовите разходи, извънредните разходи и корпоративните данъци. Печалбата е абсолютен показател, който характеризира количествено дейността на предприятието.
В счетоводния баланс финансовия резултат – печалба или загуба, се записва в раздела „Собствен капитал“, а когато е загуба – с отрицателен знак. Собственият капитал включва основния капитал, резервите и финансовия резултат за текущия период.
В зависимост от степента на обхващане на приходите и съответстващите им разходи се различават следните видове печалба:
1. Оперативна (текуща) печалба;
2. Балансова (счетоводна) печалба;
3. Облагаема (фискална) печалба;
4. Чиста (нетна) печалба.[3][4]